# Su último deseo
Su último deseo (título original en inglés: The Last Thing He Wanted) es una película de suspenso político británico-estadounidense dirigida por Dee Rees basada en el libro del mismo nombre de Joan Didion, a partir de un guion de Rees y Marco Villalobos. Es protagonizada por Anne Hathaway, Ben Affleck, Rosie Pérez, Edi Gathegi, Mel Rodríguez, Toby Jones y Willem Dafoe. 
Tuvo su estreno mundial en el Festival de Cine de Sundance el 27 de enero de 2020. Fue estrenada el 21 de febrero de 2020 por Netflix . 

## Sinopsis
Una periodista detiene su cobertura de las elecciones presidenciales estadounidenses de 1984 para cuidar a su padre moribundo. En el proceso, ella hereda su posición como traficante de armas para Centroamérica. 

## Reparto
- Anne Hathaway como Elena McMahon.
- Ben Affleck como Treat Morrison.
- Rosie Perez como Alma Guerrero.
- Edi Gathegi como Jones.
- Mel Rodriguez como Barry Sedlow.
- Toby Jones como Paul Schuster.
- Willem Dafoe como Richard Dick McMahon.
- Carlos Leal como Max Epperson aka Bob Weir.
- Julian Gamble como Secretario George Shultz.
- Hilel Potaznik como Reportero.

## Producción
En septiembre de 2017, se anunció que Dee Rees dirigiría la película, basada en la novela del mismo nombre de Joan Didion, a partir de un guion de Marco Villalobos. Cassian Elwes producirá la película, a través de Elevated Films. En febrero de 2018, Anne Hathaway se unió al elenco de la película. En junio de 2018, Willem Dafoe se unió. En julio de 2018, Ben Affleck, Toby Jones, Rosie Pérez, Edi Gathegi, Mel Rodríguez y Carlos Leal se incorporaron a la película.
La fotografía principal comenzó el 14 de junio de 2018 en Puerto Rico.

## Estreno
En mayo de 2018, Netflix adquirió los derechos de distribución de la película. La película tuvo su estreno mundial en el Festival de Cine de Sundance el 27 de enero de 2020.